# Expanathura amstelodami
Expanathura amstelodami är en kräftdjursart som först beskrevs av Brian Frederick Kensley 1976.  Expanathura amstelodami ingår i släktet Expanathura och familjen Expanathuridae. Inga underarter finns listade i Catalogue of Life.